# スーパーハイレグ

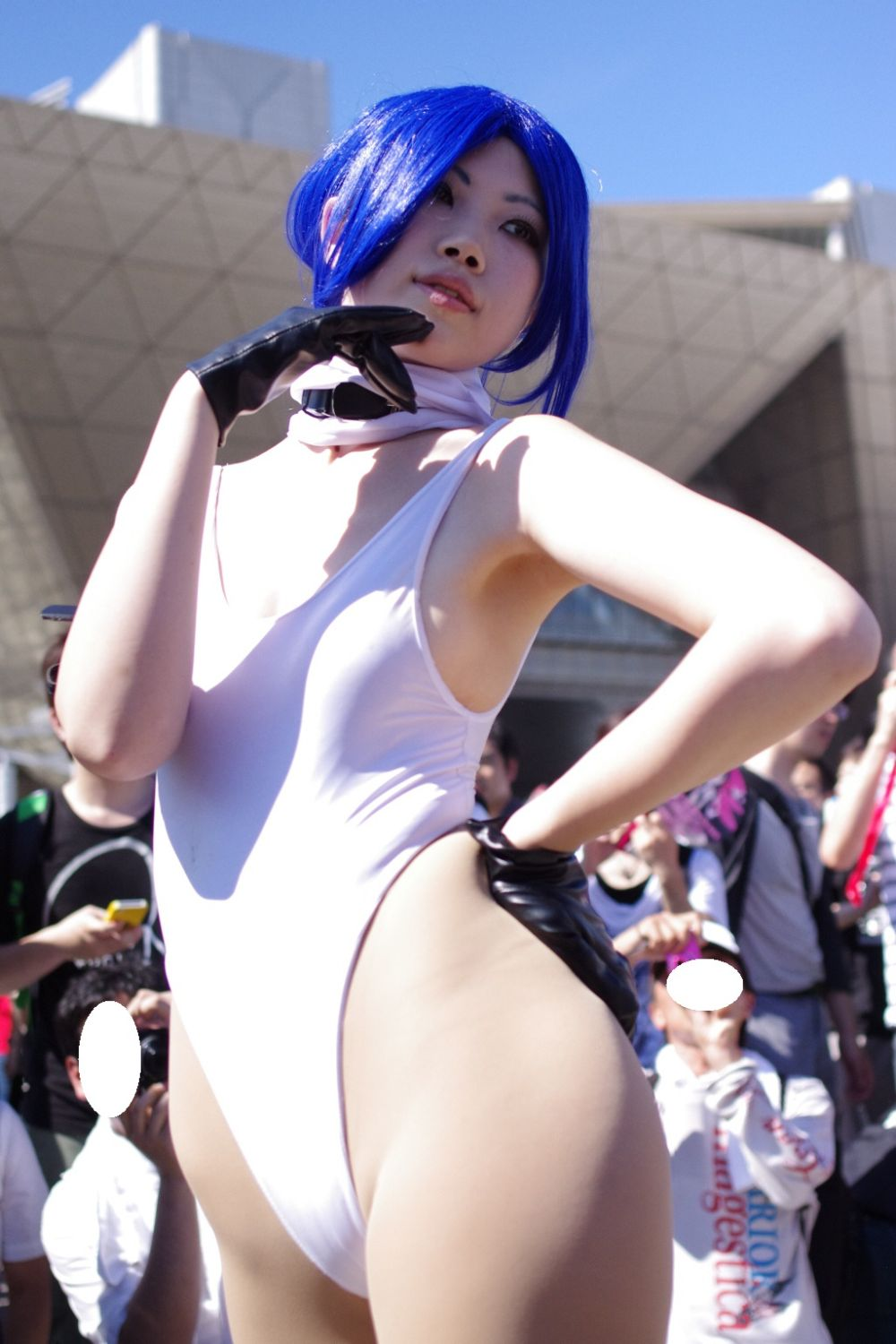
スーパーハイレグ

スーパーハイレグとは、スーパーハイレグカット（英語：Super high leg cut）の略称で、主として女性用の水着や下着のデザインの一種である。
ハイレグは脚刳り（あしぐり）の位置がウエストラインとヒップラインの中間点あたりまで切り込まれているのに対し、スーパーハイレグは脚刳り（あしぐり）の位置がウエストラインの上まで切り込まれ、サイドが3cmから4cm程度になるまでに鋭角を成している。
1980年代から1990年代前半、レースクイーンのコスチュームとしてスーパーハイレグのレオタードが主流となり、一般にもエアロビクスダンスのコスチュームとしてスーパーハイレグが浸透したが、バブル経済の崩壊とともに衰退し、現在ではスーパーハイレグは輸入水着またはセクシーランジェリーにおいて見られる。